# Apotropäische Handlung
Apotropäisch (altgriechisch ἀποτρόπαιος apotropaios „abwendend, abwehrend“) nennt man Handlungen, die Dämonen austreiben oder Unheil abwenden sollen. Es handelt sich um Maßnahmen im Rahmen eines Abwehrzaubers, mit denen schädigender Zauber ferngehalten oder unwirksam gemacht werden soll.

## Begriff
Das  Wort „apotropäisch“ gelangte im 19. Jahrhundert als religions- und altertumswissenschaftlicher Fachbegriff ins Deutsche. Erstmals verwandte Otto Jahn es in seiner 1855 publizierten Untersuchung Über den Aberglauben des bösen Blicks bei den Alten. Jahn knüpfte damit an den antiken Begriff der apotropäischen Götter (apotrópaioi theoí) an. Darunter verstand man in der Antike Götter, die Schlimmes verursachen konnten und daher abzuwehren waren oder denen man zutraute, etwas Schlimmes abzuwehren.

## Praxis
Zur Abwehr wurde eine Vielzahl apotropäischer Handlungen und Zeichen entwickelt, etwa das Kreuzzeichen oder das Medusenhaupt. Zu apotropäischen Handlungen kommt es immer wieder, ohne dass die Handelnden von ihrem rituellen Ursprung wissen. Dabei werden insbesondere bestimmte Dinge verwendet, denen bestimmte Schutzfunktionen zugesprochen sind.
Das Pessachfest, dessen Ursprung, so die vorherrschende Hypothese, in einem nomadischen Schutzritus lag, um etwa Wüstendämonen von den Behausungen der (Halb-)Nomaden fernzuhalten, beinhaltete auch das Bestreichen des Eingangsbereichs der Behausungen mit dem Blut der geopferten Schafe.
Einst glaubte man zum Beispiel, dass es gegen ein Überbein helfe, jeden Morgen, bevor man frühstückt, mit einer frischen Haselnussrute darüber zu streichen und es danach mit Speichel einzureiben. Die Funktion eines apotropäischen Gegenstands ergibt sich manchmal aus seiner Beschaffenheit. So ist ein Stein mit einem natürlichen Loch, der Geistern den Zutritt zum Viehstall verwehren soll, aufgrund seiner Form ein abnormes Objekt und damit zu magischem Gebrauch prädestiniert. Die Öffnung lässt ihn als Gegenstück zum Verschluss vor übernatürlichen Mächten geeignet erscheinen.
Der Abwehrzauber wird zu einem großen Teil außerhalb religiöser Zusammenhänge praktiziert, etwa beim Tragen von Amuletten, bestimmten Tätowierungen und Kleidungsstücken (vor allem Kopfbedeckungen, zum Beispiel Baschlik).
Der ursprünglich vorchristliche Brauch, die Geister des alten Jahres in der Neujahrsnacht (Silvester) mit einem Lärmzauber, also durch Krach und Feuer, zu vertreiben, gehört auch hierher. Dies bildet ebenso den Hintergrund der Fastnacht, bei der mancherorts mit einer Teufelsgeige oder einer Ratsche Krach gemacht wird. Generell wurzeln viele im Mittelalter entstandene volkstümliche Vorstellungen in apotropäischen Handlungen.
Die Verwendung von Heiligenbildern, Amuletten, Ikonen und Reliquien oder anderen Dingen (z. B. Schachbrettsteinen, Fischgrätmustern) zum Schutz vor Übeln (Böser Blick) basiert auf der magischen Wirkung, die dem jeweiligen Objekt zugeschrieben wird. Auch das Läuten von Kirchenglocken konnte im Mittelalter einen apotropäischen Charakter haben; es hat sich als Wetterläuten zur Abwehr von Unwettern bis in die Neuzeit gehalten.